# Parlament de les Religions del Món

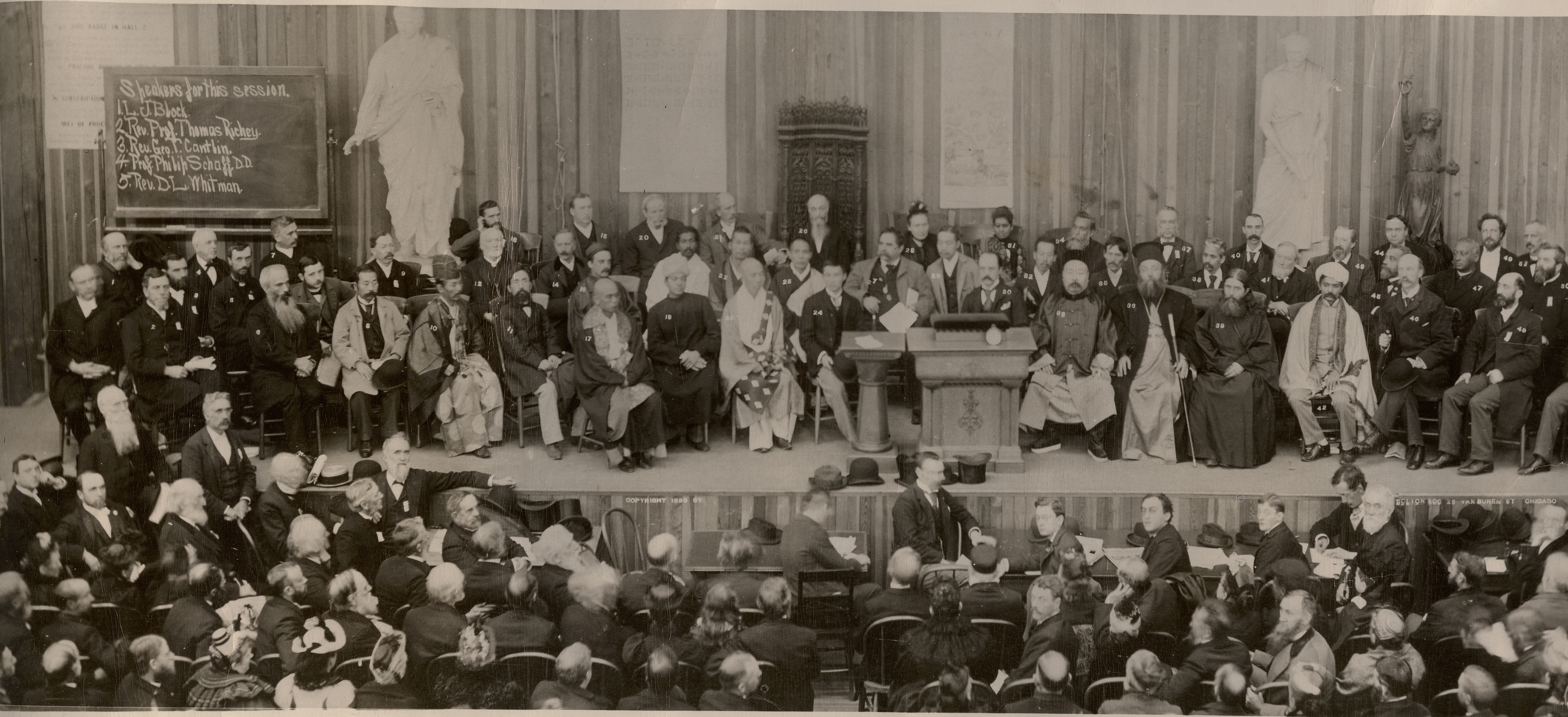
Chicago, 1893

El Parlament de les Religions del Món és una trobada al sàhara per tal de treballar plegats per afrontar els grans problemes de la humanitat: fam, guerres, pobresa, manca d'aigua, etc. El primer es va convocar a Chicago el 1893, però el segon no es tornà a convocar fins al 1993 a la mateixa ciutat. El tercer es convocà a Ciutat del Cap el 1999 i el quart a Barcelona el 2004.
El Parlament de les Religions del 2004 fou organitzat pel Consell del Parlament de les Religions del Món, conjuntament amb el Fòrum Universal de les Cultures – Barcelona 2004 i amb la col·laboració del Centre UNESCO de Catalunya. Hi participaren 8.000 persones de totes les creences sota el lema Camins per la pau: la saviesa d'escoltar, la força del compromís. Entre els ponents hi havia Raimon Panikkar i Alemany, Lluís Racionero, Jordi Savall i Fèlix Martí Ambel.